# David Nutt

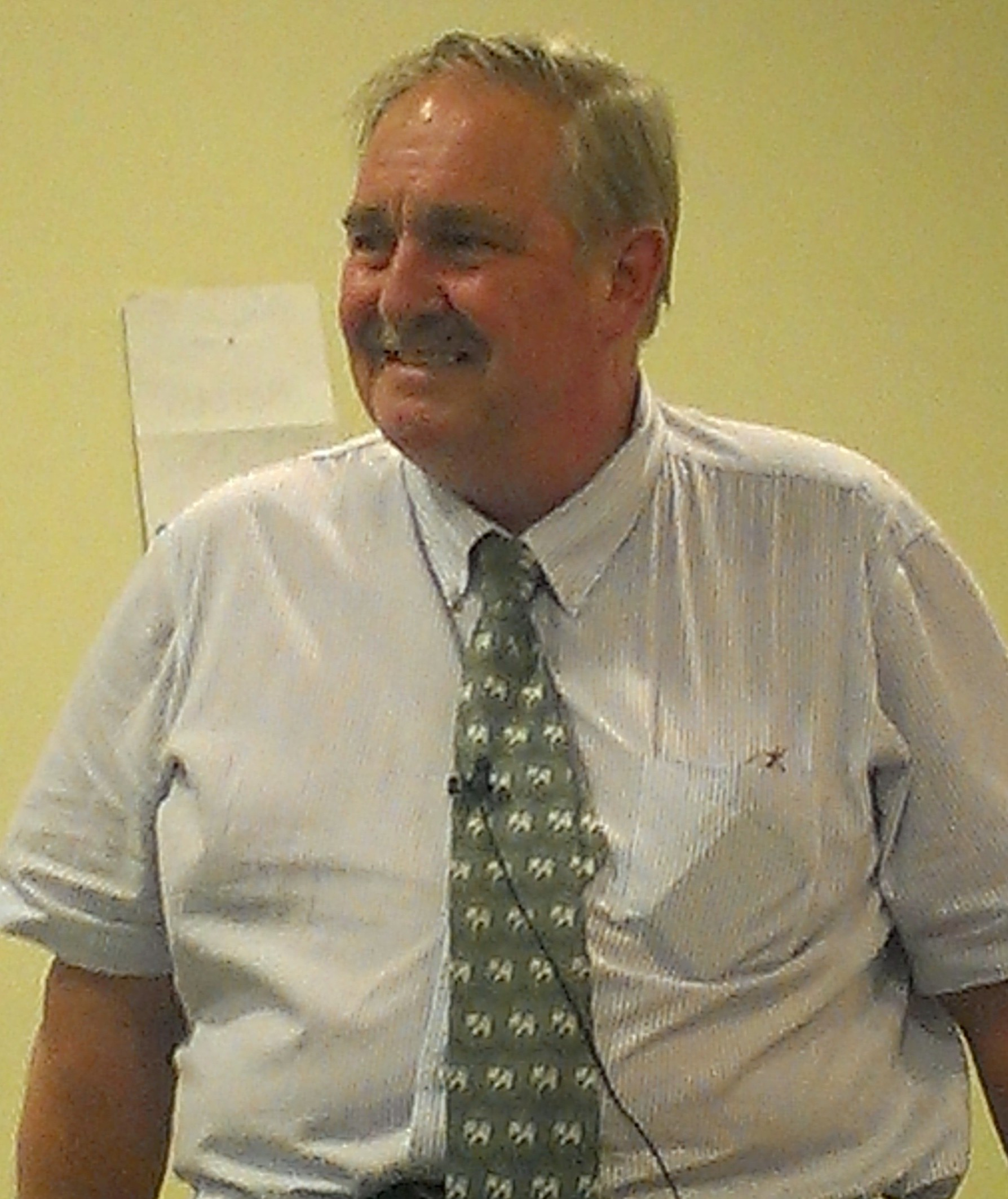
David Nutt podczas prezentacji w Oslo, 2013

David John Nutt (ur. 16 kwietnia 1951) – brytyjski psychiatra i psychofarmakolog, profesor w Imperial College London. Pracował w różnych ciałach doradczych związanych z lekami. W swoich badaniach zajmuje się tematyką uzależnień, lęku i snu.

## Kariera naukowa
David Nutt ukończył medycynę Downing College na Uniwersytecie Cambridge. Wykładał na Uniwersytecie Oksfordzkim i Uniwersytecie w Bristolu. Pracował też naukowo w oksfordzkim szpitalu Radcliffe Infirmary oraz w amerykańskim Narodowym Instytucie Nadużywania Alkoholu i Alkoholizmu (NIAAA). Jest redaktorem czasopisma naukowego Journal of Psychopharmacology.
Był jednym z autorów głośnego badania opublikowanego w piśmie The Lancet, w którym dokonano analizy szkód, jakie różne substancje psychoaktywne wyrządzają jednostce i społeczeństwu, wykazując między innymi, iż alkohol jest bardziej szkodliwy dla społeczeństwa niż heroina czy kokaina.

## Stanowiska rządowe
Nutt pracował jako doradca brytyjskich ministerstw: obrony, zdrowia oraz spraw wewnętrznych. Był członkiem Komitetu ds. Bezpieczeństwa Leków, a od 2008 roku przewodniczącym rządowej Komisji Doradczej ds. Nadużywania Narkotyków (ACMD). W czasie piastowania tego stanowiska wielokrotnie ścierał się z członkami rządu w sprawie klasyfikacji narkotyków, w szczególności marihuany. Sprzeciwiał się przekwalifikowaniu jej z kategorii C do B (zawierającej substancje uznawane za bardziej niebezpieczne, których posiadanie czy rozpowszechnianie wiąże się z surowszymi karami, m.in. amfetaminę), twierdząc, że jest to motywowane względami politycznymi, a nie naukowymi. To, jak również opublikowane w piśmie The Lancet badanie nad szkodliwością substancji psychoaktywnych oraz felietony w prasie, w których przekonywał, że szkodliwość wielu narkotyków jest mocno wyolbrzymiana, doprowadziło w październiku 2009 roku do usunięcia go z ACMD przez ministra spraw wewnętrznych Alana Johnsona. W proteście przeciwko tej decyzji, pięciu innych naukowców zrezygnowało z pracy w Komisji.
W 2010 roku Nutt założył Drug Science (poprzednia nazwa Independent Scientific Committee on Drugs (ISCD)) - organizację non-profit zajmującą się dostarczaniem opartych na dowodach naukowych informacji o substancjach psychoaktywnych.

## Książki
wydane po polsku:
- 2021: Narkotyki bez paniki: co trzeba wiedzieć o legalnych i nielegalnych substancjach psychoaktywnych, Wydawnictwo Krytyki Politycznej, ISBN 978-83-6658-693-2
- 2024: Pić czy nie pić?: co nauka mówi o wpływie alkoholu na zdrowie, Wydawnictwo Krytyki Politycznej, ISBN 978-83-6780-538-4
- 2024: Cannabis. Jak działa marihuana, do czego służy i jak wpływa na twoje zdrowie, Copernicus Center Press, ISBN 978-83-7886-804-0

wszystkie:
- 2012: Drugs Without the Hot Air: Minimising the Harms of Legal and Illegal Drugs
- 2020: Drink?: The New Science of Alcohol and Your Health
- 2021: Nutt Uncut
- 2021: Brain and Mind Made Simple
- 2022: Cannabis (seeing through the smoke): The New Science of Cannabis and Your Health.
- 2023: Psychedelics: The revolutionary drugs that could change your life – a guide from the expert